# ヴァイオリン協奏曲第3番 (ブルッフ)

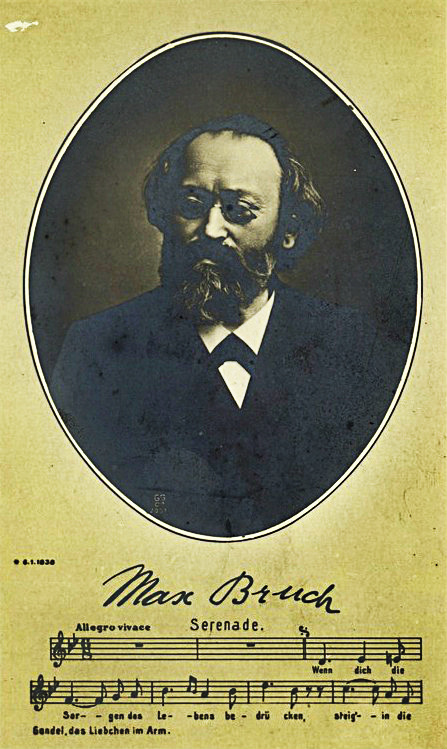
ブルッフ

ヴァイオリン協奏曲第3番ニ短調 作品58は、マックス・ブルッフの作曲した3番目のヴァイオリン協奏曲。

## 概要
まず1890年の夏に第1楽章の原型である「演奏会用アレグロ」が書かれ、その後1891年2月に協奏曲として完成された。ブルッフの他のヴァイオリン作品と同様に、作曲にあたっては友人のヨーゼフ・ヨアヒムの助言が大きく取り入れられており、作品はヨアヒムに献呈された。
1891年4月21日にベルリン高等音楽院においてヨアヒムを独奏として全曲の試奏が行われ、公開初演は5月31日にデュッセルドルフで行われている。ヨアヒムは精力的に演奏を繰り返し、ヨアヒムの私生活上の問題を原因として一時冷え込んでいた2人の友情はこれによって修復されたが、現在ではヴァイオリン協奏曲第1番の影に隠れ、第2番と同様にあまり演奏されない。

## 編成
独奏ヴァイオリン、フルート2、オーボエ2、クラリネット2、ファゴット2、ホルン4、トランペット2、ティンパニ、弦五部

## 構成
全3楽章からなり、演奏時間は約40分。
第1楽章　アレグロ・エネルジーコ（Allegro energico）
ニ短調、4/4拍子。ソナタ形式。演奏に約20分を要する大規模な楽章。ブルッフの他の2つのヴァイオリン協奏曲ではほぼ冒頭から独奏ヴァイオリンが登場しているが、この作品では管弦楽による充実した前奏が置かれている。リズミックな冒頭動機に続く悲劇的な第一主題は、1889年に書かれたヴァイオリンと管弦楽のための作品《アダージョ・アパッショナート》作品57の第一主題との類似が指摘されている。叙情的な第二主題はイ長調で管弦楽に提示される。型通りに展開部と再現部が続き、第一主題を扱ったコーダで劇的に終わる。
第2楽章　アダージョ（Adagio）
変ロ長調、6/8拍子。自由な複合二部形式。独奏のレチタティーヴォに続き、弦楽合奏が第一主題を奏する。続いてやや活動的になり付点リズムが特徴的な第二主題、ニ長調に移って独奏の細かいパッセージに乗った第三主題が流れる。後半ではこれらの主題が調や順番を変えて再現され、静かに終わる。
第3楽章　終曲、アレグロ・モルト（Finale: Allegro molto）
ニ短調－ニ長調、3/4拍子。ソナタ形式をとるが、第一主題の動機が各所で活用されるためロンドソナタ形式の性格も持つ。三連符のリズムが特徴的な第一主題は独奏ヴァイオリンに提示され、三拍目にアクセントを持つ副主題を挟んでニ長調で確保される。第二主題はニ短調で、独奏の重音奏法を用いて提示される。コーダはニ長調に転じ、祝祭的なリズムで明るく華やかに終止する。「タイムズ」紙の批評で「ハンガリー風」と評されたが、ブルッフはこれを「ヨアヒムがハンガリー生まれというだけで、全くのナンセンス」と否定している。